# Boris Frödman-Cluzel
Boris Oscarovich Frödman-Cluzel, född i april 1878 i S:t Petersburg, död 30 december 1959, var en svensk skulptör.
Han var son till affärsmannen Oscar Frödman och M Cluzel. Frödman-Cluzel bedrev konststudier i Ryssland samt under talrika studieresor runt om i Europa. Han flyttade i början av första världskriget från S:t Petersburg till Stockholm. I början av 1930-talet flyttade han till Kairo där han utnämndes till professor vid konstakademien. Hans konst består av bland annat porträttskulpturer av teaterfolk. Frödman finns representerad vid bland annat Nationalmuseum i Stockholm.